# アリスは悩める転校生
『アリスは悩める転校生』（アリスはなやめるてんこうせい、原題：Alice Upside Down）は、フィリス・レイノルズ・ネイラーの小説〔アリス〕シリーズ(Alice series)の一編『アリスの悩み』を映像化(Film adaptation)したフランス/アメリカ合衆国の映画である。この作品はミズーリ州セントルイスにあるビショップ・デュブール高校(Bishop DuBourg High School)にて撮影された。元は2007年の限定上映(Limited release)作品だったが、2008年7月29日にDVD映画として広くリリースされ、北米ではオンデマンド放送の後スターツ・キッズ＆ファミリィによる放映となり、ラテンアメリカや日本ではディズニー・チャンネルで放送された。物語は新たな学校で6年生を始める11歳の少女アリスを中心に据えている。

## プロット
転入生であるアリスの人生は不安とぎこちなさと圧倒的な難問とに満ちており、彼女は幼い頃に死に別れた母親を、今ほど必要に感じたことはなかった。しかし父親や教師、そして新しい友人達の助けを得たアリスは、混乱と困難を克服すべく前へと突き進む。

## キャスト
- アリス・マッキンリー：アリソン・ストーナー (Alyson Stoner)
- レスター・マッキンリー：ルーカス・グラビール (Lucas Grabeel)
- ベン・マッキンリー：ルーク・ペリー (Luke Perry)
- プロトキン先生：ペニー・マーシャル (Penny Marshall)
- コール先生：アシュリー・ドレイン (Ashley Drane)
- エッジコウム先生：ボリス・コドジョー (Boris Kodjoe)
- エリザベス・プライス：パーカー・マッケンナ・ポージー (Parker McKenna Posey)
- パメラ・ジョーンズ：ブリジット・メンドラー (Bridgit Mendler)
- パトリック・ロング：ディラン・マクラフリン (Dylan McLaughlin)
- サリーおばさん：アン・ダウド (Ann Dowd)

### 日本語吹き替え
- アリス・マッキンリー：河原木志穂
- レスター・マッキンリー：福山潤
- ベン・マッキンリー：木下浩之
- シーラ：小出悦子
- プロトキン先生：立石凉子

## サウンドトラック
ウォルマート版のDVDには特別仕様の限定盤CDが付属していた。
1. アリソン・ストーナー － ロスト&ファウンド (Lost & Found)
2. アリソン・ストーナー － フリー・スピリット (Free Spirit)
3. ルーカス・グラビール － ジェニー・ゴット・ア・フィーヴァー (Jenny Got a Fever)
4. ルーカス・グラビール － アイ・ジャスト・ガッタ・ラケンロゥル(I Just Gotta Rock n Roll)

## 書籍
- 講談社 / 青い鳥文庫 『アリスの悩み』 ISBN 978-4061484436